# پینو پلیس ساده
پینو پلیس ساده (انگلیسی: Pinot simple flic) یک فیلم کمدی-جنایی فرانسوی به کارگردانی ژرار ژونیو است که در سال ۱۹۸۴ اکران شده‌است.